# Raúl Rey
Raúl Rey Formosel (Cudeiro, Orense, 4 de septiembre de 1936) fue un ciclista español, que compitió entre 1960 y 1966. Su principal victoria, lo consiguió a la Subida al Naranco de 1962.

## Palmarés
- 1962
  - 1º en la Subida al Naranco
- 1963
  - 2º en la Vuelta a Levante

### Resultados a la Vuelta en España
- 1963. 56.º de la clasificación general
- 1964. 39.º de la clasificación general
- 1965. 39.º de la clasificación general
- 1966. 38.º de la clasificación general

### Resultados al Tour de Francia
- 1963. 71.º de la clasificación general
- 1965. 95.º de la clasificación general